# Nivelamento
Nivelamento é a operação geodésica ou topográfica que permite determinar o declive, ou seja a diferença de altitudes entre duas superfícies, utilizando um nível. Existem vários métodos de nivelamento, dos quais se destacam:
- Nivelamento geométrico;
- Nivelamento trigonométrico;
- Nivelamento taqueométrico.
- Nivelamento barométrico;

Mais recentemente começaram a ser utilizados outros métodos de nivelamento baseados em radares ou sistemas de varrimento laser, estacionados em plataformas aéreas ou orbitais. Embora de precisão inferior aos métodos convencionais, permitem percorrer o terreno de forma contínua e com grande rapidez.

## Nivelamento Geométrico
A respeito do Levantamento Geométrico é caracterizado como o método mais usado no meio topográfico devido a sua maior precisão frente as demais técnicas de de nivelamento, realizado através de visadas horizontais utiliza como instrumentos: níveis topográficos e miras verticais graduadas, permitindo determinar desníveis e consequentemente altitudes (ou cotas) com grande rigor. Baseia-se na diferença das leituras de duas miras graduadas colocadas sensivelmente à mesma distância do nível:
{\displaystyle \Delta H_{AB}=l_{a}-l_{b}\,}

Sendo {\displaystyle l_{a}} leitura atrás e {\displaystyle l_{b}} leitura à frente.

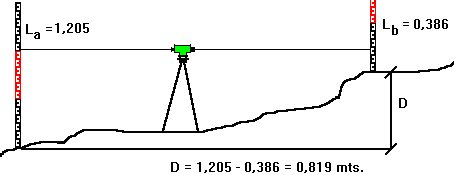
Esquema exemplo do nivelamento geométrico.

Atualmente dada a necessidade de georreferenciar os trabalhos topográficos
deve-se priorizar nivelamentos referenciados ao NMM.
Diferença de nível
Em cada ponto da superfície terrestre passa uma superfície equipotencial.
Assim, a separação entre duas superfícies equipotenciais fornece a diferença
de nível entre pontos; a diferença de nível também é denominada desnível ou
diferença de altura. Os métodos de nivelamento tem esse objetivo: determinar a diferença de nível entre pontos de interesse. A diferença de nível pode
ser positiva ou negativa, conforme o terreno seja ascendente ou descendente.
Pontos cotados
São pontos cuja altitude ou cota são conhecidas. Aos pontos cuja posição
seja conhecida por suas coordenadas (X, Y) ou (N, E) for acrescentada o valor da cota ou da altitude, a posição espacial fica plenamente determinada.
Ao representá-los em planta, em geral a informação altimétrica vem anotada
ao lado da identificação de cada ponto. Ao conjunto de pontos assim representados em planta dá-se o nome de planta de pontos cotados. No Módulo
C serão apresentados os procedimentos para a obtenção da planta de pontos
cotados.
Curvas de nível
São curvas planas resultantes da intersecção de planos horizontais com o terreno. A altura de cada plano horizontal define a altura dos pontos contidos
em cada curva de nível. A diferença de altura entre os planos horizontais
define a separação entre as curvas de nível; a esta separação dá-se o nome de
equidistância altimétrica. A equidistância entre as curvas de nível é definida
em função da escala da representação ou da maior ou menor exigência de detalhamento altimétrico. No Módulo C serão apresentados os procedimentos
para a obtenção da planta de curvas de nível.
Erro de nível aparente
Veremos mais adiante que em trabalhos de determinação da diferença de
altitudes com extensão superior a 200 metros deve-se levar em conta o efeito
de esfericidade da Terra e o efeito da refração atmosférica.
O efeito da curvatura é sempre positivo devendo ser somado às diferenças
de nível 00aparentes00 para se obter as diferenças de nível verdadeiras. Ao
contrário, o efeito da refração atmosférica é sempre negativo devendo ser
subtraído das diferenças de nível aparentes conforme ilustrado na Figura 1.3

## Nivelamento Trigonométrico

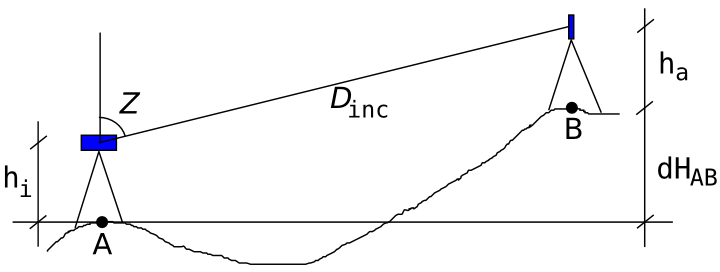
Esquema exemplo do nivelamento trigonométrico.

O Levantamento Trigonométrico é realizado através de Teodolitos e Estações totais com visadas com qualquer inclinação. Mais rápido que o Geométrico, porem menos preciso devido a interferências locais(temperatura, radiação solar ou outras influencias para as leituras ópticas do laser das estações totais). Sendo este um método indireto, ao contrario do anterior, pois o desnível é obtido da observação de ângulos e distâncias:
{\displaystyle \Delta H_{AB}=D_{inc}~cosZ+h_{i}-h_{a}\,}
Sendo {\displaystyle D_{inc}} a distância inclinada, {\displaystyle Z} o ângulo zenital, {\displaystyle h_{i}} altura do instrumento e {\displaystyle h_{a}} altura do alvo.

## Nivelamento Taqueométrico
Nivelamento trigonométrico em que as distâncias são obtidas taqueometricamente e a altura do sinal visado é obtida pela visada do fio médio do retículo da luneta do teodolito sobre uma mira colocada verticalmente no ponto cuja diferença de nível em relação à estação do teodolito é objeto de determinação.

## Nivelamento Barométrico
Dos três apresentados este é o menos preciso e também ele é indireto, o Nivelamento Barométrico usa a relação existente entre a pressão atmosférica e a altitude. Tem pouca precisão. Sendo necessário correções devido à Maré Barométrica. As situações do uso desta técnica é a vantagem do método dispensar a visibilidade entre os pontos a ser nivelado. Utilizando aneróides para a determinação da pressão atmosférica no campo.